# Thibaut Collet
Thibaut Collet (La Tronche, 17 de junio de 1999) es un deportista francés que compite en atletismo. En los Juegos Europeos de Cracovia 2023 consiguió una medalla de bronce en la prueba de salto con pértiga.

## Palmarés internacional
| Juegos Europeos | Juegos Europeos   | Juegos Europeos   | Juegos Europeos   |
| Año             | Lugar             | Medalla           | Prueba            |
| --------------- | ----------------- | ----------------- | ----------------- |
| 2023            | Chorzów (Polonia) | Medalla de bronce | Salto con pértiga |